# Humboldtpingvin
Humboldtpingvin (Spheniscus humboldti) är en sydamerikansk pingvin som häckar utmed Perus och Chiles kust.

## Utseende
Humboldtpingvinen är en medelstor pingvin, vilken som adult mäter 65-70 centimeter och väger 3.6-5.9 kilogram. De har svart huvud, med en vit halvcirkelformad linje bakom örontäckarna och kinden, och som möter den vita strupen. Den har svartgrå ovansida och vitaktig undersida med ett svart, ganska brett band över bröstet som sträcker sig ned utmed kroppssidan ned till benen. Den svarta näbben har en rosaaktigt köttfärgad bas. Juvenilen har mörkt huvud och saknar bröstband.

## Utbredning och biotop
Humboldtpingvinerna lever året runt ute till havs, men häckar på land. Då samlas de i stora kolonier på klippiga öar och jordiga stränder utanför Perus och Chiles kuster. I Sydamerika förekommer de enbart utmed Stillahavskusten, och deras utbredningsområde överlappar magellanpingvinens utbredningsområde utmed kusten av de centrala delarna av Chile.

## Taxonomi
Humboldtpingvinens närmsta släktingar är sydafrikansk pingvin, magellanpingvin och galápagospingvin vilka vid olika tidpunkter har behandlats som samma art som humboldtpingvinen. Arten är uppkallad efter den kalla vattenström, Humboldtströmmen, där den förekommer. Denna är i sin tur uppkallad efter Alexander von Humboldt som var en tysk upptäcktsresande.

## Ekologi
När den simmar använder den magen, liksom andra pingviner. Den har en sorts ryggkammar på tungan som gör att de kan gripa och hålla sitt byte. De är kolonihäckare och placerar sina bon i redan förekommande hålor i sandig mark eller guano. Ibland lägger de sina ägg direkt på marken i en grund grop eller i klippskrevor. Den lägger 2 ägg per kull.

## Humboldtpingvinen och människan

### Hot och status
Humboldtpingvinens status kategoriseras som sårbar (VU) av IUCN på grund av artens begränsade och minskande population. Orsaker för dess minskning idag är bland annat överfiskning och habitatförstöring, tidigare har det berott på överexploateringen av guano. Effekterna av El Niño 1982-1983, då födotillgången för pingvinen minskar drastiskt, reducerade världspopulationen från 19.000-21.000 individer till 5,180-6,080. 1995-1996 hade antalet ökat till 10.000-12.000 individer. El Niño 1997–1998 minskade populationen till 3,300 individer. Den nuvarande storleken på den globala populationen är inte säkert uppskattad men under senare tid har arten, i Peru, bara häckat i tio olika kolonier och en analys från 1998 förutspådde att arten skulle kunna vara utdöd inom 100 år.

### Som djurparksdjur
Då humboldtpingvinen är utrotningshotad pågår ett bevarandeprojekt där arten bland annat föds upp i fångenskap världen över. På grund av detta är det en ganska vanligt förekommande pingvin på djurparker. I Sverige finns humboldtpingviner i Borås djurpark och i Slottsskogen i Göteborg. Tidigare har de också förekommit Humboldtpingviner i Kolmårdens djurpark och på Skansen .

## Galleri

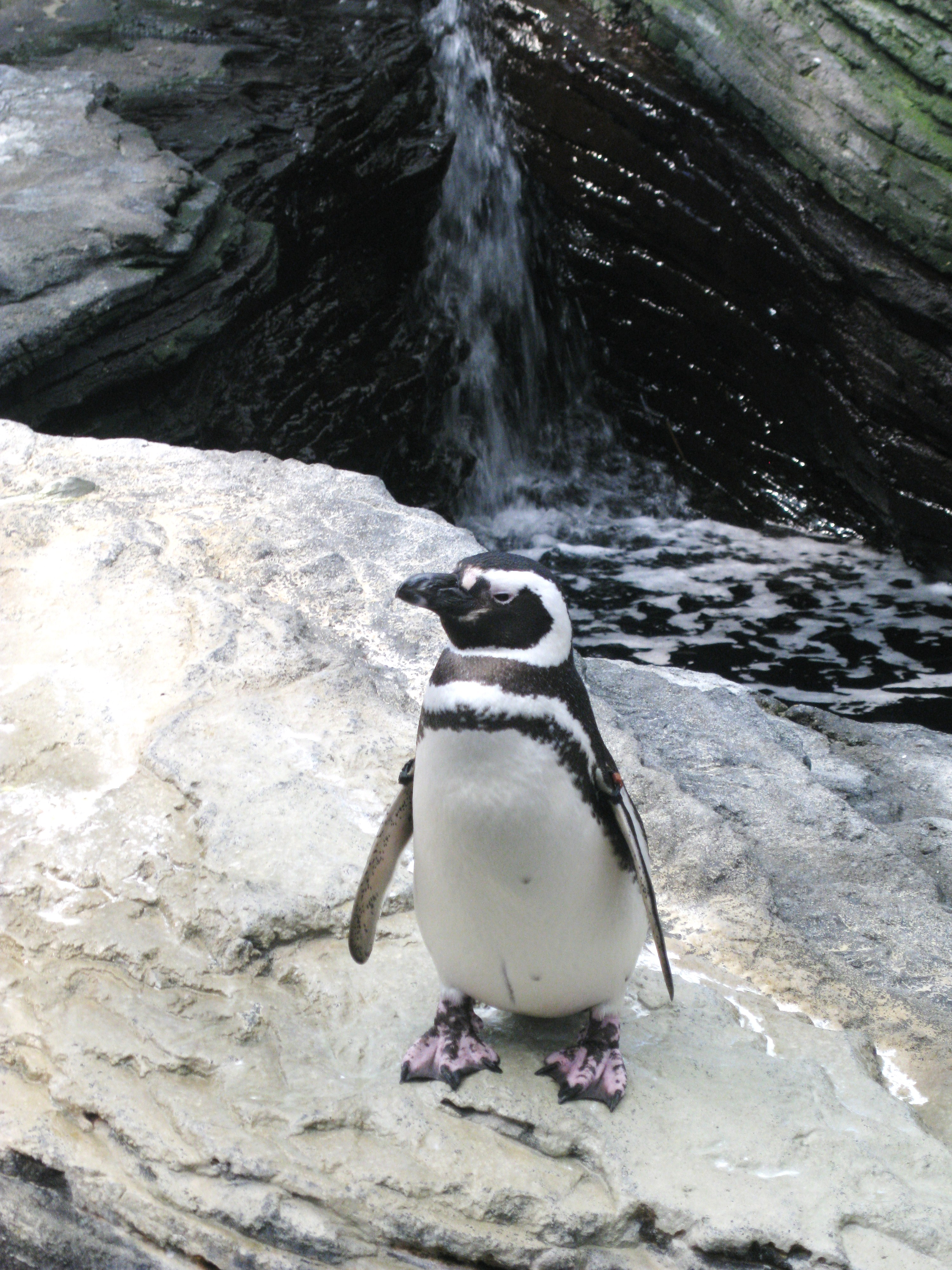
Adult humboldtpingvin
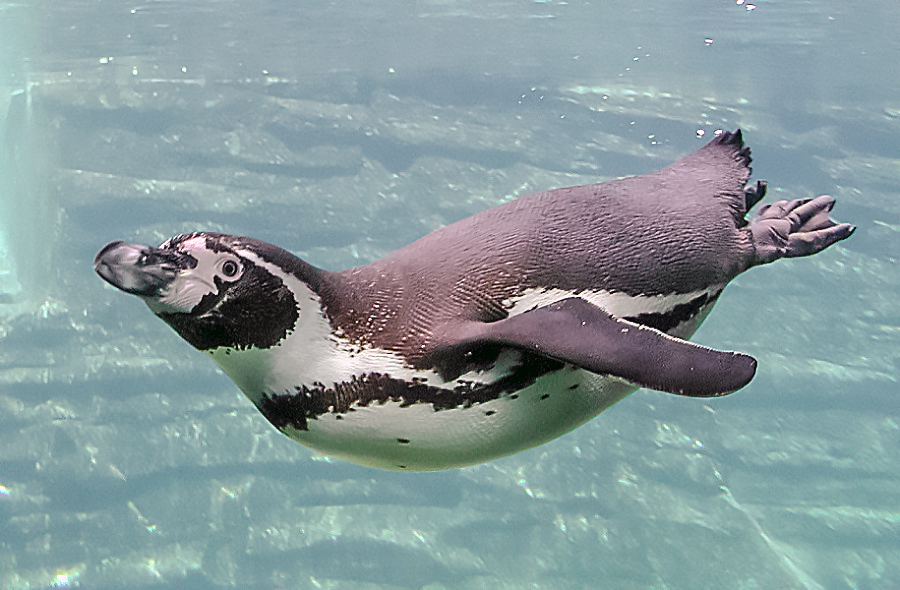
Simmande humboldtpingvin
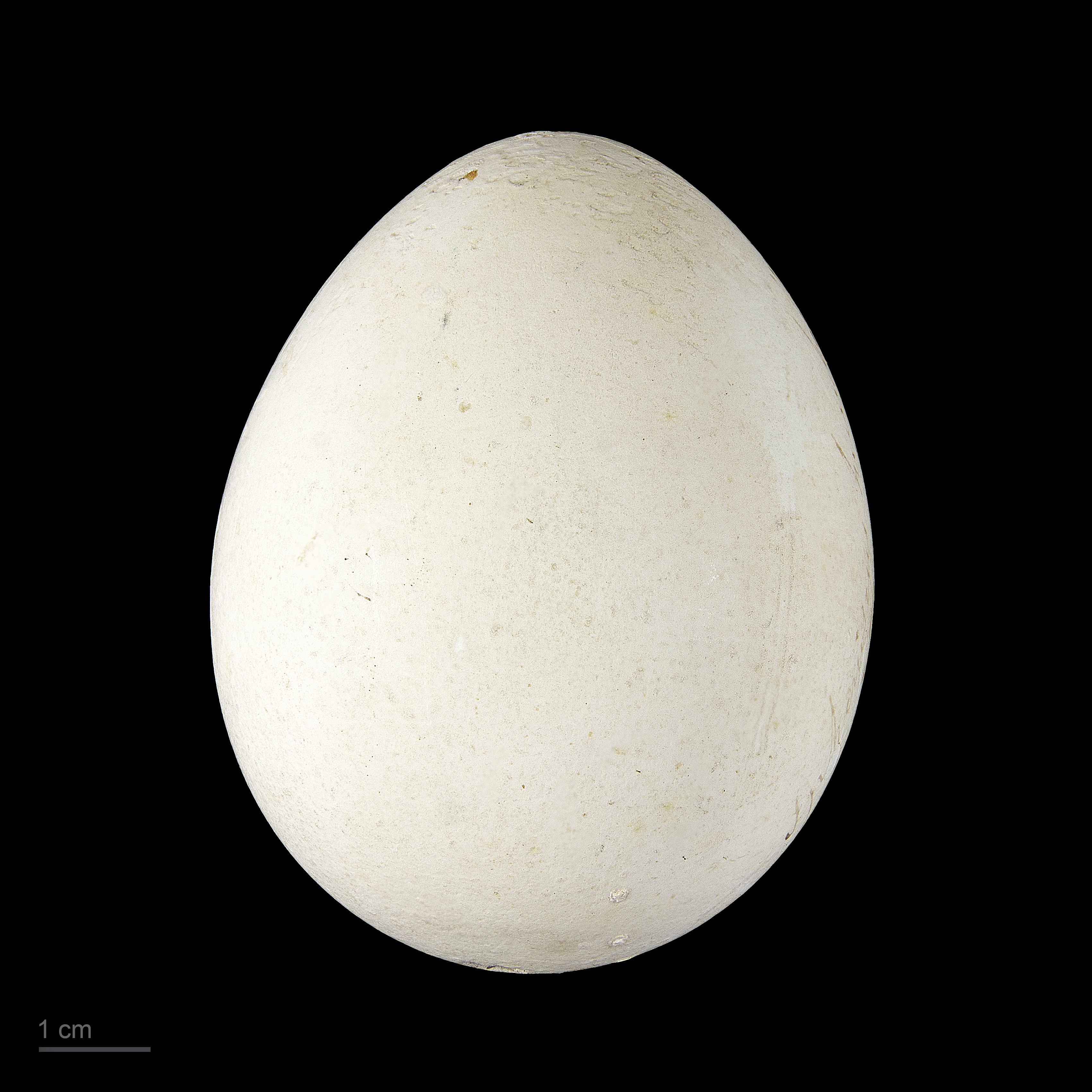
Museum specimen